# 艾蒂安·馬塞爾站
艾蒂安·馬塞爾站（法語：Étienne Marcel）是巴黎地鐵的一個車站，得名于纪念艾蒂安·馬塞爾的艾蒂安·馬塞爾路。艾蒂安·馬塞爾站位於巴黎第一区，是巴黎地鐵4號線的車站。艾蒂安·馬塞爾站開業於1908年4月21日。

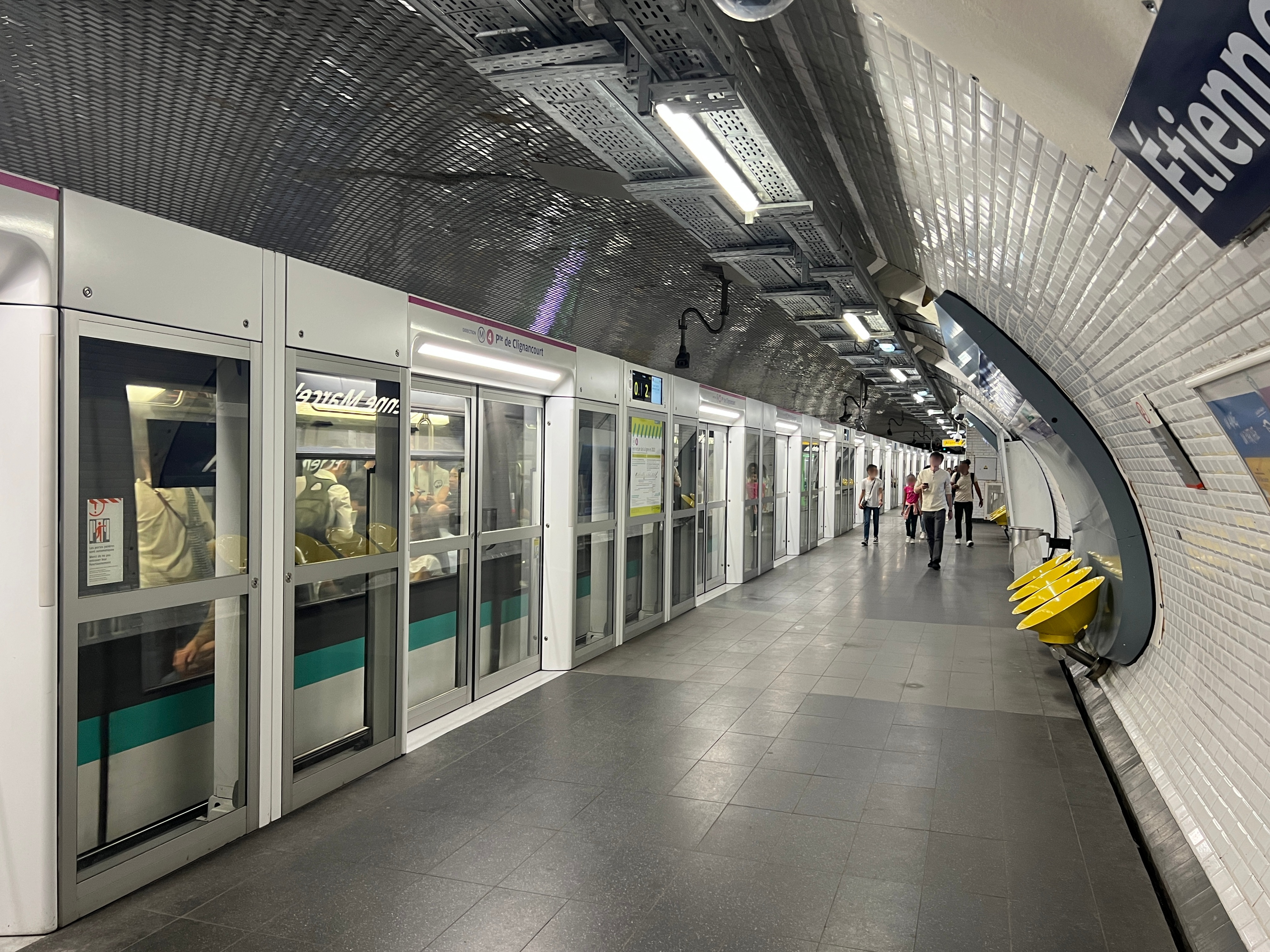
月台 (2022年7月)

## 車站結構
| 街道        |                    |                                           |
| B1          | 月台連接夾層       |                                           |
| 4號線月台層 | 側式月台，右側開門 | 側式月台，右側開門                        |
| 4號線月台層 | 北行               | 往克利尼昂库尔门（列奥米尔-塞瓦斯托波尔） |
| 4號線月台層 | 南行               | 往巴涅-露西·奧布拉克（大堂）              |
| 4號線月台層 | 側式月台，右側開門 |                                           |